# Pugny
Pugny foi uma comuna francesa na região administrativa da Nova Aquitânia, no departamento de Deux-Sèvres. Estendia-se por uma área de 6,99 km². Em 2010 a comuna tinha 243 habitantes (densidade: 34,8 hab./km²).
Em 1 de janeiro de 2019, passou a formar parte da nova comuna de Moncoutant-sur-Sèvre.